# مجامع الكنيسة الإنجيلية المشيخية في مصر
مجامع الكنيسة الإنجيلية المشيخية في مصر
- مجمع القاهرة (القاهرة - الجيزة)
- مجمع الدلتا (الإسكندرية - الدقهلية - المنوفية - البحيرة - الغربية)
- مجمع الوسطي (الفيوم - بني سويف - المنيا)
- مجمع المنيا - 52 كنيسة
- مجمع ملوي (اسيوط - المنيا)
- مجمع اسيوط
- مجمع سوهاج
- مجمع عليا (قنا - الأقصر - أسوان - البحر الأحمر)

رئيس سنودس الكنيسة الإنجيلية المشيخية هو القس كمال رشدي، راعي الكنيسة الإنجيلية الثانية بالمنيا. ورئيس الطائفة الإنجيلية بمصرهو الدكتور القس أندريه زكي.

## كنائس مجمع القاهرة (القاهرة - الجيزة)

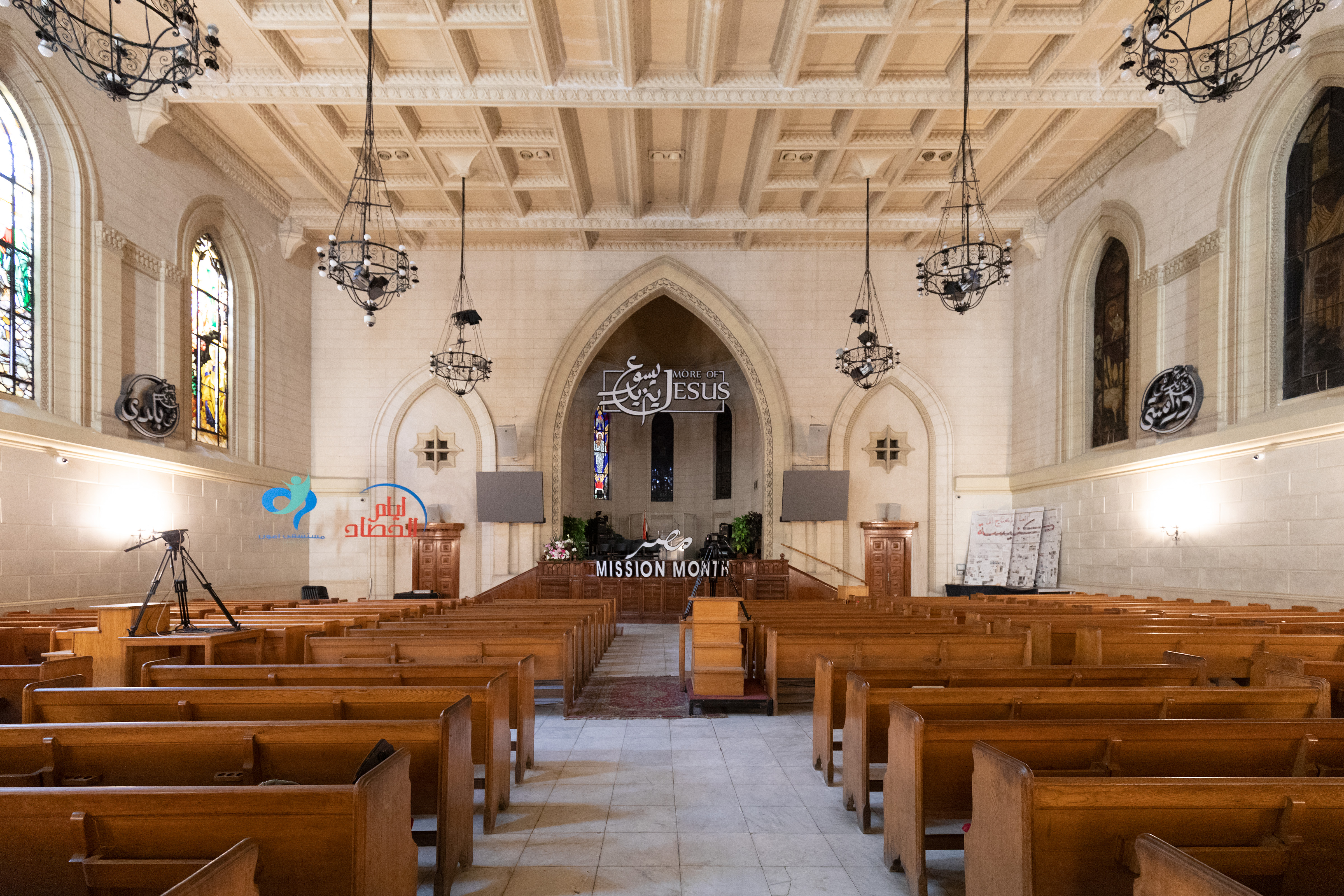
الكنيسة الانجيلية بقصر الدوبارة

### القاهرة
- الكنيسة الإنجيلية بقصر الدوباره - جاردن سيتي
- الكنيسة الانجيلية بمصر الجديدة
- الكنيسة الانجيلية مدينة نصر
- الكنيسة الانجيلية بالقاهرة الجديدة
- الكنيسة الإنجيلية بالزيتون
- الكنيسة الانجيلية المشيخية النزهة
- الكنيسة الانجيلية بالازبكيه
- الكنيسة الانجيلية شبرا
- الكنيسة الانجيلية بالوراق
- الكنيسة الانجيلية عابدين
- الكنيسة الانجيلية القللي
- الكنيسة الانجيلية الشرابيه
- الكنيسة الانجيلية شبرا الشرقية
- الكنيسة الانجيلية المرج
- الكنيسة الانجيلية مؤسسة الزكاة
- الكنيسة الانجيلية  الحرفيين
- الكنيسة الانجيلية ارض الشريف - عابدين
- الكنيسة الانجيلية الأميرية
- الكنيسة الانجيلية  العباسية
- الكنيسة الانجيلية المقطم
- الكنيسة الانجيلية الاسمرات - المقطم
- الكنيسة الانجيلية المشروع الأمريكي - حلوان
- الكنيسة الانجيلية الملك الصالح
- الكنيسة الانجيلية عزبة النخل
- الكنيسة الانجيلية حلوان
- الكنيسة الانجيلية روض الفرج - شبرا
- الكنيسة الانجيلية  المرج
- الكنيسة الانجيلية 15 مايو
- الكنيسة الانجيلية 6 أكتوبر
- الكنيسة الانجيلية الفجالة
- الكنيسة الانجيلية سرايا القبة
- الكنيسة الانجيلية منشية الصدر
- الكنيسة الانجيلية حدائق القبة
- الكنيسة الانجيلية زهراء المعادى
- الكنيسة الانجيلية المعادي الجديدة
- الكنيسة الانجيلية الشروق
- الكنيسة الانجيلية أبو رجيله - النزهة 2
- الكنيسة الانجيلية الهجانة
- الكنيسة الانجيلية القطاميه
- الكنيسة الانجيلية عين شمس
- الكنيسة الانجيلية مدينه السلام
- الكنيسة الانجيلية اسبيكو
- الكنيسة الانجيلية الإسعاف
- الكنيسة الانجيلية منشية ناصر

### الجيزة
- الكنيسة الانجيلية التعاون - الهرم
- الكنيسة الانجيلية ارض اللواء - فيصل
- الكنيسة الانجيلية الهرم
- الإنجيلية الأولي امبابه
- الكنيسة الانجيلية المحافظة - الجيزة
- الكنيسة الانجيلية خلف مبنى محافظه الجيزة - الجيزة
- الكنيسة الانجيلية العمرانيه
- الكنيسة الانجيلية الشيخ زايد
- الكنيسة الانجيلية بشتيل
- الكنيسة الانجيلية أبو النمرس
- الكنيسة الانجيلية حدائق الأهرام
- الكنيسة الانجيلية امبابه / العروبة
- الكنيسة الانجيلية الصف
- الكنيسة الانجيلية الحوامديه
- الكنيسة الانجيلية الوراق
- الكنيسة الانجيلية الجيزة المحطة

## مجمع الدلتا (الإسكندرية - الدقهلية - المنوفية - البحيرة - الغربية)

### الإسكندرية
- الكنيسة الإنجيلية - العامرية بالإسكندرية
- السراي الإنجيلية - الإسكندرية
- الكنيسة الإنجيلية - العصافره
- الكنيسة الكنيسة الإنجيلية بالإبراهيمية
- الكنيسة الإنجيلية - سيدى بشر
- الكنيسة الإنجيلية - سيدى بشر
- الكنيسة الإنجيلية - عزبة عسل منطقة ال400 – سيدى بشر
- الكنيسة الإنجيلية - سموحة
- الكنيسة الإنجيلية محرم بك
- الكنيسة الإنجيلية - نادى الصيد – محرم بك
- الكنيسة الإنجيلية - البيطاش
- الكنيسة الإنجيلية - العطارين
- الكنيسة الإنجيلية بهيج  – برج العرب

### البحيرة
- الكنيسة الإنجيلية - أبو المطامير البحيرة
- الكنيسة الإنجيلية - كفر الدوار
- الكنيسة الإنجيلية بدمنهور

### الدقهلية
- الكنيسة الإنجيلية - ميت غمر
- الكنيسة الإنجيلية المنصورة
- الكنيسة الإنجيلية السنبلاوين
- الكنيسة الإنجيلية بلقاس

### المنوفية
- الكنيسة الإنجيلية - مدينة السادات
- الكنيسة الإنجيلية بتلا المنوفية
- الكنيسة الإنجيلية عزبه محسن

### الغربية
- الكنيسة الإنجيلية الأولى طنطا
- الكنيسة الإنجيلية الثانية طنطا
- الكنيسة الإنجيلية ببسيون
- الكنيسة الإنجيلية المحلة - المحلة

### الدلتا
- الكنيسة الإنجيلية - عزبة عسل منطقة أبو السمان
- الكنيسة الإنجيلية - أبو سليمان
- الكنيسة الإنجيلية - الأربعمئة
- الكنيسة الإنجيلية الأبطال
- الكنيسة الإنجيلية التحرير
- الكنيسة الإنجيلية الربيعية - الربيعية
- الكنيسة الإنجيلية دسوق - دسوق
- الكنيسة الإنجيلية بالزقازيق
- الكنيسة الإنجيلية الحضرة الجديدة
- الكنيسة الإنجيلية ببور فؤاد
- الكنيسة الإنجيلية - زاويه عبد القادر
- الكنيسة الإنجيلية بالإسماعيلية
- الكنيسة الإنجيلية بمنيا القمح
- الكنيسة الإنجيلية بالقنطرة شرق
- الكنيسة الإنجيلية - شبراخيت
- الكنيسة الإنجيلية بكفر الشيخ
- الكنيسة الإنجيلية ببنها
- الكنيسة الإنجيلية بركه سبع - بركه سبع
- الكنيسة الإنجيلية شبين - شبين
- الكنيسة الإنجيلية - العريش

## مجمع الوسطي (الفيوم - بني سويف - المنيا)

### الفيوم
- الكنيسة الإنجيلية بالفيوم
- الكنيسة الإنجيلية بالفيوم الجديدة
- كنيسه الزربي - دار السلام
- سنورس الإنجيلية - سنورس
- كنيسه طبهار
- الكنيسة الإنجيلية بطامية
- كنيسه سانهور - سانهور
- الكنيسة الإنجيلية بالعياط

### المنيا
- كنيسه الجزيرة - مغاغة
- الكنيسة الإنجيلية بشارونه - مغاغة
- الكنيسة الإنجيلية قراره - مغاغة
- الكنيسة الإنجيلية بمغاغه
- الكنيسة الإنجيلية بالكوم الأخضر - مغاغة
- الكنيسة الإنجيلية عزبه قليني غرب مغاغه
- الكنيسة الإنجيلية ميانة بمغاغه
- الإنجيلية الجندية - بنى مزار
- دير الجرنوس - بنى مزار
- الكنيسة الانجيلية بالبياضية البداري

### بني سويف
- الكنيسة الإنجيلية بني سويف
- الكنيسة الإنجيلية الوسطي بني سويف
- كنيسه الديمو الكنيسة الإنجيلية ببا
- الكنيسة الإنجيلية شمس الدين - العدوة
- الكنيسة الإنجيلية ببوش
- الكنيسة الإنجيلية بنعيم
- الكنيسة الإنجيلية اهنسيا
- الكنيسة الإنجيلية الفشن

## مجمع المنيا

### بنى مزار
- الكنيسة الإنجيلية - السناريه - بنى مزار
- الكنيسة الإنجيلية ببنى مزار
- الكنيسة الإنجيلية بريده - بنى مزار

### أبو قرقاص
- الكنيسة الإنجيلية - أبو قرقاص - المنيا
- الكنيسة الإنجيلية - سفاي - أبو قرقاص
- الكنيسة الإنجيلية - نزله أسمنت - أبو قرقاص
- الكنيسة الإنجيلية - الفكرية - أبو قرقاص
- الكنيسة الإنجيلية - منهري - أبو قرقاص
- الكنيسة الإنجيلية - أبو غرير - أبو قرقاص
- الكنيسة الإنجيلية - بني محمد شعراوي - أبو قرقاص
- الكنيسة الإنجيلية - نزله النخل - أبو قرقاص
- الكنيسة الإنجيلية - زعفرانه - أبو قرقاص
- الكنيسة الإنجيلية ببلنصوره - أبو قرقاص
- الكنيسة الإنجيلية بشراره - أبو قرقاص
- الكنيسة الإنجيلية بسلطان حسن - أبو قرقاص

### سمالوط
- الكنيسة الإنجيلية - الطيبة الأولى - سمالوط
- الكنيسة الإنجيلية - بني غني الثانية - سمالوط

### مطاي
- الكنيسة الإنجيلية - كوم مطاي
- الكنيسة الإنجيلية - حلوه - مطاي
- الكنيسة الإنجيلية - مطاي
- الكنيسة الإنجيلية - طوه
- الكنيسة الإنجيلية - منشأه الدهب
- الكنيسة الإنجيلية - سمالوط
- الكنيسة الإنجيلية ببنى مهدى
- الكنيسة الإنجيلية - بني احمد الغربية
- الكنيسة الإنجيلية - عكاكا
- الكنيسة الإنجيلية - جاد السيد
- الكنيسة الإنجيلية - ابعديه سلطان
- الكنيسة الإنجيلية بطهشنا
- الكنيسة الإنجيلية بزاويه سلطان
- الكنيسة الإنجيلية بأبعديه شكري
- الكنيسة الإنجيلية - ادمو
- الكنيسة الإنجيلية بمصاص المنيا
- الكنيسة الإنجيلية - الأخصاص - المنيا
- الكنيسة الإنجيلية - المنيا الجديدة
- الكنيسة الإنجيلية بعزبه ريده
- الكنيسة الإنجيلية باطسا
- الكنيسة الإنجيلية بالطيبة الثانية
- الكنيسة الإنجيلية بعاصم
- الكنيسة الإنجيلية بالعوام
- الكنيسة الإنجيلية بصفط اللبن

## مجمع ملوي (اسيوط - المنيا)

### ديروط
- الكنيسة الإنجيلية الأولي - ديروط
- الكنيسة الإنجيلية الثانية - ديروط
- الكنيسة الإنجيلية - ديروط
- الكنيسة الإنجيلية - منشية ناصر - ديروط
- الكنيسة الإنجيلية كوديه النصارى - ديروط
- الكنيسة الإنجيلية - سرقنا - ديروط
- الكنيسة الانجليه صنبو - ديروط
- الكنيسة الإنجيلية - جرف سرحان. ديروط
- الكنيسة الإنجيلية بامشول - ديروط
- الكنيسة الإنجيلية بدشلوط - ديروط
- الكنيسة الإنجيلية بديروط قبلي المحطة - ديروط

### دير مواس
- الكنيسة الإنجيلية بلجا - دير مواس
- الكنيسة الإنجيلية بطوخ - دير مواس
- الكنيسة الإنجيلية -  دير مواس
- الكنيسة الإنجيلية بالملكية القبلية - دير مواس
- الكنيسة الإنجيلية بنزله سعيد (السعادات) - دير مواس
- الكنيسة الإنجيلية بالحسابية دير مواس
- الكنيسة الإنجيلية بطوخ - دير مواس
- الكنيسة الإنجيلية - نزلة رومان - دير مواس
- الكنيسة الإنجيلية بكفر خزام - دير مواس

### منفلوط
- الكنيسة الإنجيلية بمنفلوط - منفلوط
- الكنيسة الإنجيلية - الحواتكة - منفلوط
- الكنيسة الإنجيلية - العزية - منفلوط
- الكنيسة الإنجيلية بني عدي البحرية - منفلوط
- الكنيسة الإنجيلية بعزبه شحاته - منفلوط
- الكنيسة الإنجيلية الجاولي - منفلوط
- الكنيسة الإنجيلية ببنى عدى قبليه - منفلوط
- الكنيسة الإنجيلية بجحدم - منفلوط

### ملوى
- الكنيسة الإنجيلية - بهور - ملوى
- الكنيسة الإنجيلية بعزبه جادالله - ملوى
- الإنجيلية الأولى بأبو حنس - ملوى
- الكنيسة الإنجيلية - دير البرشا - ملوى
- الكنيسة الإنجيلية بالمحرص - ملوى
- الكنيسة الإنجيلية بالبياضيه الأولى - ملوى
- الكنيسة الإنجيلية بالبياضيه الثانية - ملوى
- كنيسه الإنجيلية دير أبو حنس الثانية - ملوى
- الكنيسة لإنجيلية بشرموخ - ملوى
- الكنيسة الإنجيلية البرشاء - ملوى
- الكنيسة الإنجيلية قلندول - ملوي
- الكنيسة الإنجيلية ملوي بجري - ملوي
- الكنيسة الإنجيلية - معصرة ملوي
- الكنيسة الإنجيلية نواي - ملوى
- الكنيسة الإنجيلية - ايشادات - ملوى
- الكنيسة الإنجيلية - عزبة الحمد - ملوى

### القوصيه
- الكنيسة الإنجيلية - مير - القوصيه
- الكنيسة الإنجيلية ببنى قره - القوصيه
- الكنيسة الإنجيلية بالتتاليه - القوصيه
- الكنيسة الإنجيلية بتناغه - القوصيه
- الكنيسة الإنجيلية ببنى هلال الأولى /بنى هلال الثانية - القوصيه
- الكنيسة الإنجيلية القوصيه - القوصيه

### أبو قرقاص
- الكنيسة الإنجيلية - حرز - أبو قرقاص
- الكنيسة الإنجيلية - جورجي - أبو قرقاص
- الكنيسة الإنجيلية باتليدم - أبو قرقاص
- الكنيسة الإنجيلية رزقه الدير المحرق - الدير المحرق
- الكنيسة الإنجيلية بالبلكيه - البلكيه
- الكنيسة الإنجيلية - تنده – الروضة – قلاندول
- الكنيسة الإنجيلية - ساقية موسى
- الكنيسة الإنجيلية - العوير - سمالوط
- الكنيسة الإنجيلية - عزبه اسحق - أبنوب
- الكنيسة الإنجيلية بعزبه أيوب
- الكنيسة الإنجيلية بالملكية البحرية
- الكنيسة الإنجيلية - منشية كامل - الفتح

## مجمع اسيوط

### صدفا
- الكنيسة الإنجيلية بكردوس - صدفا
- الكنيسة الإنجيلية بكوم ابوحجر - صدفا
- الكنيسة الإنجيلية بالبربا - صدفا
- الكنيسة الإنجيلية بكوم اسفحت - صدفا
- الكنيسة الإنجيلية بالوادي الجديد - صدفا
- الكنيسة الإنجيلية بصدفا
- الكنيسة الإنجيلية بالشنانيه - صدفا
- الكنيسة الإنجيلية بالدوير - صدفا

### أسيوط
- الكنيسة الإنجيلية الأولى - أسيوط
- الكنيسة الإنجيلية الثانية - أسيوط
- الكنيسة الإنجيلية بأسيوط الجديدة - أسيوط
- الكنيسة الإنجيلية بنجع سبع - أسيوط
- الكنيسة الإنجيلية بدرنكه - أسيوط
- الكنيسة الإنجيلية بريفا - أسيوط
- الكنيسة الإنجيلية بالمطيعة - أسيوط
- الكنيسة الإنجيلية الرابعة - أسيوط

### أبو تيج
- الكنيسة الإنجيلية بدوينه - أبو تيج
- الكنيسة الإنجيلية بالزرابي - أبو تيج
- الكنيسة الإنجيلية بالمسعودي - أبو تيج
- الكنيسة الإنجيلية بباقور - أبو تيج
- الكنيسة الإنجيلية ببنى سميع - أبو تيج
- الكنيسة الإنجيلية بنزله كعب - أبو تيج
- الكنيسة الإنجيلية بابوتيج
- الكنيسة الإنجيلية بالنخيلة - أبو تيج

### الفتح
- الكنيسة الإنجيلية بالمعصرة - الفتح
- الكنيسة الإنجيلية بعزبه الملجأ - الفتح
- الكنيسة الإنجيلية بالواسطى - الفتح
- الكنيسة الإنجيلية ببصره - الفتح

### طما
- الكنيسة الإنجيلية بالرياينه - طما
- الكنيسة الاغانه - طما
- الكنيسة الإنجيلية بالبياضيه - ملوى
- الكنيسة الإنجيلية بالشامية - ساحل سليم
- الكنيسة الإنجيلية بدير الجنادله - الغنايم
- الكنيسة الإنجيلية التالته - المنيا
- الكنيسة الإنجيلية بكوم سعده - البدارى
- الكنيسة الإنجيلية بموشا - موشا
- الكنيسة الإنجيلية أبنوب

## مجمع سوهاج
- الكنيسة الإنجيلية - كوم بدار
- الكنيسة الإنجيلية - أولاد نصير
- الكنيسة الإنجيلية - طهطا
- الكنيسة الإنجيلية - طما
- الكنيسة الإنجيلية - مشطا
- الكنيسة الإنجيلية - ساحل طهطا (المبنى تحت الإنشاء)
- الكنيسة الإنجيلية - طهطا – الصوالح
- الكنيسة الإنجيلية - أبو مغيزل
- الكنيسة الإنجيلية - عبادة
- الكنيسة الإنجيلية - نزلة عمارة
- الكنيسة الإنجيلية - نزلة القاضي
- الكنيسة الإنجيلية - الحمادية
- الكنيسة الإنجيلية - نيده
- الكنيسة الإنجيلية - الغريزات
- الكنيسة الإنجيلية - الرويهب
- الكنيسة الإنجيلية - سوهاج

## مجمع عليا (قنا - الأقصر - أسوان - البحر الأحمر)

### الأقصر

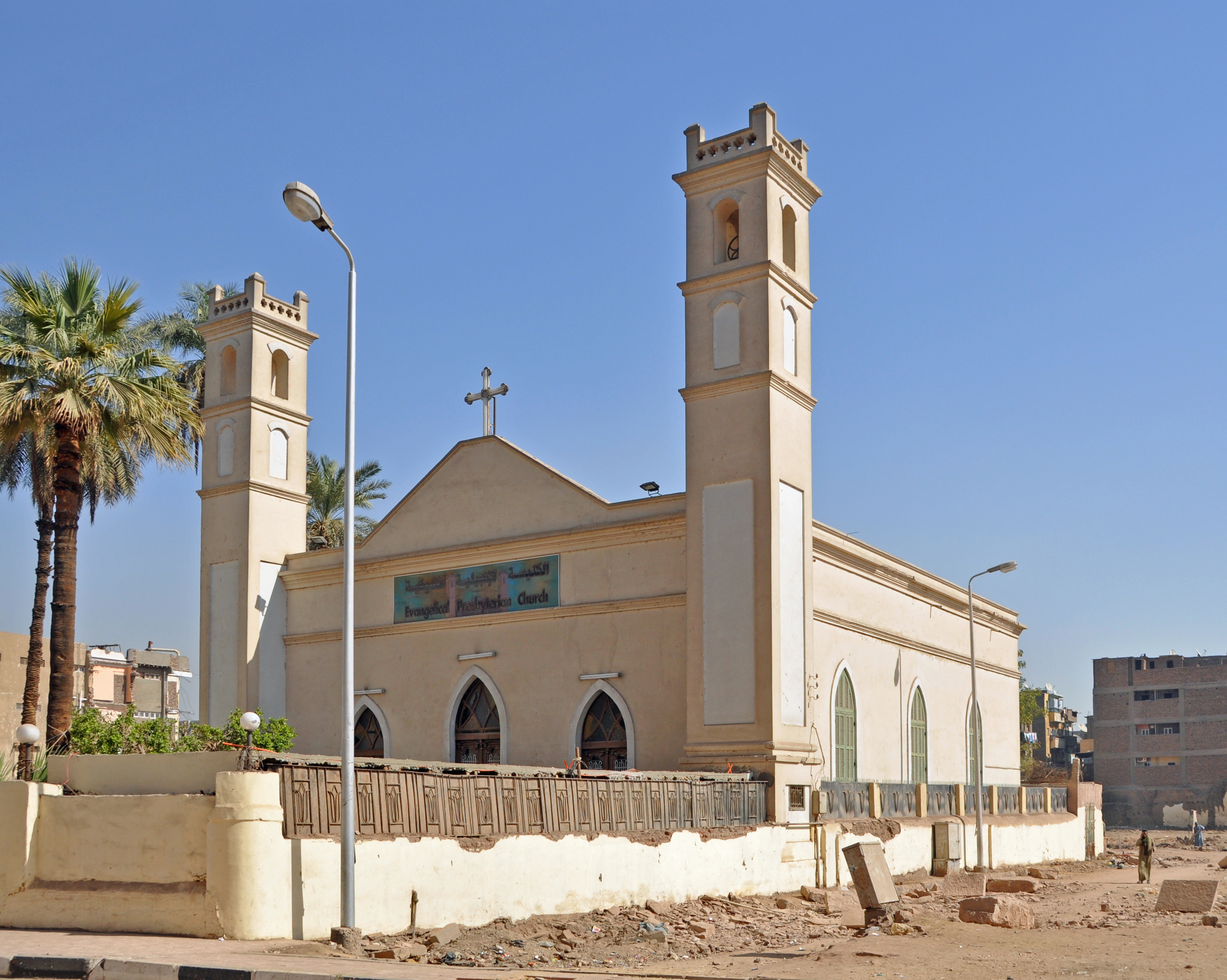
الكنيسة المشيخية في الأقصر

- الكنيسة الانجيلية المشيخية الجديدة بالأقصر
- الكنيسة الإنجيلية طيبة - الأقصر
- الكنيسة الإنجيلية أسنا
- الكنيسة الإنجيلية العظيمة - أسنا
- الكنيسة الإنجيلية أرمنت
- الكنيسة الإنجيلية مريس
- الكنيسة الإنجيلية العديسات

### أسوان
- الكنيسة الإنجيلية كوم امبو
- الكنيسة الإنجيلية أدفو
- الكنيسة الإنجيلية أسوان
- الكنيسة الانجيلية بالغردقة

### قنا
- الكنيسة الإنجيلية نقادة - قنا
- الكنيسة الإنجيلية قنا
- الكنيسة الإنجيلية دندرة - قنا
- الكنيسة الإنجيلية نجع حمادي
- الكنيسة الإنجيلية دشنا
- الكنيسة الإنجيلية قوص